# Українські провайдери відео на вимогу
Українські провайдери відео на вимогу (ВНВ) — підприємства, що спеціалізуються на послугах відео на вимогу (ВНВ), які незалежно від їх географічного розташування, пропонують своїм споживачам україномовний відеоконтент (лише україномовне озвучення/дубляж, лише україномовні субтитри, або україномовне озвучення/дубляж + україномовні субтитри). Деякі провайдери відео на вимогу для своїх українських споживачів надають доступ до усього свого каталогу відеоконтенту з україномовною аудіодоріжкою та україномовними субтитрами; деякі — лише для частини свого каталогу відеоконтенту; а деякі — або взагалі не надають україномовної аудіодоріжки та україномовних субтитрів або надають її лише до мізерного % від усього їхнього каталогу відеоконтенту.
У цьому переліку є як зареєстровані закордоном ВНВ-провайдери, що доступні з-під українських IP й пропонують своїм споживачам відеоконтент на території України, так і зареєстровані в Україні ВНВ-провайдери, що доступні з-під українських IP й пропонують своїм споживачам відеоконтент на території України.

## Список провайдерів відео на вимогу, доступних в Україні

### Західні провайдери відео на вимогу, що працюють на території України
- Apple iTunes Store (належить корпорації Apple) — VOD-провайдер зареєстрований в США. 4 грудня 2012 року iTunes Store став доступний у 56 додаткових країнах та територіях, включно з Україною.[1][2] Для українських споживачів стали доступні як оренда/придбання відео контенту за технологією відео на вимогу так і оренда/придбання музичного контенту за технологією музика на вимогу[en]. Початково в iTunes Store практично не було фільмів та серіалів з україномовним озвученням/дубляжем; однак поступово кількість відео контенту який iTunes Store пропонував українським користувачам зростала й станом на квітень 2021 року у контент-бібліотеці iTunes Store вже доступні 800 фільмів та серіалів з україномовним озвученням/дубляжем.[3] Відповідно, станом на квітень 2021 рік iTunes Store має найбільшу контент-бібліотеку україномовного відеоконтенту у світі.

- Apple TV Plus (іноді згадується як Aplle TV+; у деяких країнах контент з iTunes Store доступний через вебсайт Aplle TV+) (належить корпорації Apple) — VOD-провайдер зареєстрований в США. Від початку свого глобального запуску 1 листопада 2019 року vod-сервіс Apple TV Plus надав доступ до своїх послуг для більш як 100 країн та територій світу, включно з Україною (окрім окупованого Росією сходу України (Донбасу) та півдня України (Криму)).[4][5][6] Apple TV Plus пропонує виключно опцію україномовних субтитрів до свого оригінального відеоконтенту й станом на 2021 рік ще жоден оригінальний фільм чи серіал Apple TV Plus ще не отримав україномовного озвучення/дубляжу. Станом на квітень 2021 року у контент медіа-бібліотеці Apple TV+ було 31 повнометражних фільмів/серіалів з україномовними субтитрами (однак жоден з цих фільмів/серіалів не мав україномовної аудіодоріжки).[7]

- Raketun TV[en] (належить корпорації Rakuten) — VOD-провайдер зареєстрований в Японії. Raketun TV став доступний в Україні у жовтні 2020 року. Для українських споживачів стали доступні оренда/придбання відео контенту за технологією відео на вимогу. Початково в Raketun TV практично не було фільмів та серіалів з україномовним озвученням/дубляжем; однак поступово кількість відео контенту який Raketun TV пропонував українським користувачам зростала й станом на квітень 2021 року у контент-бібліотеці Raketun TV вже доступні 416 фільмів та серіалів з україномовним озвученням/дубляжем.[8] Відповідно, станом на квітень 2021 рік Raketun TV має другу найбільшу, після iTunes Store, контент бібліотеку україномовного відеоконтенту у світі.

- YouTube Premium / Google TV (в деяких країнах працює під брендом Google Play Movies & TV) (належить корпорації Google/Alphabet) — VOD-провайдер зареєстрований в США. 5 листопада 2014 року Google Play Movies & TV став доступний у 9 додаткових країнах та територіях, включно з Україною.[9][10] Для українських споживачів стали доступні оренда/придбання відео контенту за технологією відео на вимогу, але на початку у листопаді 2014 року жоден фільм/серіал контент-бібілотеки vod-сервісу Google Play Movies & TV не мав опції україномовного озвучення/дубляжу. Лише згодом, у 2019 році почали з'являтися фільми Google Play Movies & TV які пропонували українським користувачам опцію україномовного озвучення/дубляжу. Станом на вересень 2023 року у контент-бібліотеці Google Play Movies & TV вже доступні 547 фільмів з українськими дубляжем та/або субтитрами.[11]

- Amazon Prime Video (іноді згадується як APV) (належить корпорації Amazon) — VOD-провайдер зареєстрований в США. Після того як vod-сервіс APV розширив доступ до своїх послуг для більш як 200 країн та територій у грудні 2016 року, він став доступний також і в Україні (окрім окупованого Росією сходу України (Донбасу) та півдня України (Криму)).[12][13] Станом на 2021 рік україномовне озвучення/дубляж та україномовні субтитри відсутнє для всього власного оригінального контенту в бібліотеці сервісу APV; серед невласного оригінального контенту бібліотеки сервісу APV присутній лише один російський фільм дубльований українською — Правило бою (2017)[14] та кілька україномовних-в-оригіналі фільмів та серіалів як от серіали Новенька (2020), І будуть люди (2020), Сага (2020) тощо та фільми Скажене весілля (2018), Секс і нічого особистого (2018), Гуцулка Ксеня (2019) тощо. Станом на квітень 2021 року у контент медіа-бібліотеці Amazon Prime Video було 15 повнометражних фільмів/серіалів з україномовною аудіодоріжкою.[15]

- Netflix (незалежний) — VOD-провайдер зареєстрований в США. Після того як vod-сервіс Netflix розширив доступ до своїх послуг для більш як 130 країн та територій у січні 2016 року, він став доступний також і в Україні (окрім тимчасово окупованих Росією частин території України).[16][17][18][19][20] До січня 2021 року Netflix додав опцію україномовних субтитрів до кількох оригінальних фільмів/серіалів, але кількість цього контенту з українськими субтитрами на той час обмежувалася всього кількома фільмами/серіалами. З січня 2021 року компанія почала додавати україномовний дубляж/озвучення для частини власного оригінального контенту Netflix. Станом на липень 2022 року у контент медіа-бібліотеці Netflix було 189 повнометражних фільмів/серіалів з україномовною аудіо-доріжкою.[21]

### Українські провайдери відео на вимогу, що працюють на території України
- Mult.ok (іноді згадується як Multok чи Мульток) (незалежний) — VOD-провайдер зареєстрований в Україні. Перший vod-провайдер з повністю на 100 % україномовною бібліотекою усього відеоконтенту (лише україномовне аудіо, без україномовних субтитрів). Станом на квітень 2021 року у контент медіа-бібліотеці Mult.ok було 8 повнометражних фільмів/серіалів з україномовною аудіодоріжкою.[22]

- Takflix (незалежний) — VOD-провайдер зареєстрований в Україні. Станом на квітень 2021 року у контент медіа-бібліотеці Takflix було 12 повнометражних фільмів/серіалів[23] з україномовною аудіодоріжкою.[24][25]

- Divan.tv (незалежний) — VOD-провайдер зареєстрований в Україні. Включає бібліотеку російського vod-провайдера amediateka.ru. Переважна більшість відеоконтенту Divan.tv доступна з російськомовною аудіодоріжкою й без опції україномовної аудіодоріжки.

- Sweet.tv (незалежний) — VOD-провайдер зареєстрований в Україні. Включає бібліотеку російського vod-провайдера amediateka.ru. Перший vod-провайдер, що створює власний україномовний дубляж/озвучення для деяких фільмів/серіалів зі своєї бібліотекою відеоконтенту; станом на кінець 2020 року 95 % відеоконтенту sweet.tv доступно з україномовною аудіодоріжкою.[26]

- teleportal.ua (частина медіаконгломерату StarLightMedia що належить EastOne Group) — VOD-провайдер зареєстрований в Україні. Переважна більшість відеоконтенту teleportal.ua доступна з російськомовною аудіодоріжкою й без опції україномовної аудіодоріжки.

- 1plus1.video (частина медіаконгломерату 1+1 Media що належить Privat Group) — VOD-провайдер зареєстрований в Україні. Переважна більшість відеоконтенту 1plus1.video доступна з російськомовною аудіодоріжкою й без опції україномовної аудіодоріжки.
  - Kyivstar TV (VOD послуга компанії Kyivstar що належить Alfa Group), поширює контент 1plus1.video, та російських vod-провайдерів vipplay.ru / Viasat Кінохіт HD, та ivi.ru. Переважна більшість відеоконтенту 1plus1.video доступна з російськомовною аудіодоріжкою й без опції україномовної аудіодоріжки.

- Oll.tv (частина медіаконгломерату Media Group Ukraine що належить СКМ) — VOD-провайдер зареєстрований в Україні. Включає бібліотеку російських vod-провайдерів amediateka.ru та ivi.ru. Переважна більшість відеоконтенту Oll.tv доступна з російськомовною аудіодоріжкою й без опції україномовної аудіодоріжки.
  - Vodafone TV (VOD послуга компанії Vodafone Україна що належить NEQSOL Holding), поширює контент oll.tv та російських vod-провайдерів amediateka.ru та ivi.ru. Переважна більшість відеоконтенту oll.tv доступна з російськомовною аудіодоріжкою й без опції україномовної аудіодоріжки.
  - Інтерактивне TV (VOD послуга компанії Укртелеком що належить СКМ), поширює контент oll.tv та російських vod-провайдерів amediateka.ru та ivi.ru. Переважна більшість відеоконтенту oll.tv доступна з російськомовною аудіодоріжкою й без опції україномовної аудіодоріжки.[27]

- Воля Cinema (частина медіаконгломерату Datagroup що належить Horizon Capital) — VOD-провайдер зареєстрований в Україні. Переважна більшість відеоконтенту Воля Cinema доступна з російськомовною аудіодоріжкою й без опції україномовної аудіодоріжки.
  - Lifecell TV Plus (VOD послуга компанії Lifecell що належить Turkcell), поширює контент Воля Cinema; переважна більшість відеоконтенту Воля Cinema доступна з російськомовною аудіодоріжкою й без опції україномовної аудіодоріжки.

### Російські провайдери відео на вимогу, що працюють на території України
- megogo.ru/megogo.ua (незалежний; за даними деяких українських ЗМІ входить до бізнес-структур сина Леоніда Черновецького Степана Черновецького[28][29][30][31][32]) — VOD-провайдер зареєстрований в Росії та Україні. Включає бібліотеку російського vod-провайдера amediateka.ru. Переважна більшість відеоконтенту Megogo доступна з російськомовною аудіодоріжкою й без опції україномовної аудіодоріжки.

- lava.ru (частина російсько-українського медіаконгломерату Star Media) — VOD-провайдер зареєстрований в Росії. Запустився у 2021 році.[33][34][35] Переважна більшість відеоконтенту lava доступна з російськомовною аудіодоріжкою й без опції україномовної аудіодоріжки.

- okko.ru (частина російського медіаконгломерату Rambler Group) — VOD-провайдер зареєстрований в Росії. З 16 травня 2017 року у зв'язку з військовою агресією Росії супроти України у 2014 році, та подальшою окупацією Росіє українського Криму та Донбасу, РНБО вирішило накласти санкції супроти ряду російських компаній, зокрема до російської компанії Rambler Group, включно з її підрозділом okko.ru; у зв'язку з санкціями доступ до усіх сайтів Rambler Group заблоковано з території усієї України строком на три роки (з 16 травня 2017 по 15 травня 2020 року). 15 травня РНБО поновило санкції супроти Rambler Group, включно з підрозділом okko.ru, терміном на один рік (з 15 травня 2020 по 14 травня 2021 року).[36][37] Не зважаючи на санкції РНБО проти okko.ru, сервіс продовжує формально діяти й закуповувати права на кінострічки на територію Росії/СНД (куди вони зараховують й Україну). Переважна більшість відеоконтенту okko.ru доступна з російськомовною аудіодоріжкою й без опції україномовної аудіодоріжки.

- hd.kinopoisk.ru (частина російського медіаконгломерату Яндекс) — VOD-провайдер зареєстрований в Росії. З 16 травня 2017 року у зв'язку з військовою агресією Росії супроти України у 2014 році, та подальшою окупацією Росіє українського Криму та Донбасу, РНБО вирішило накласти санкції супроти ряду російських компаній, зокрема до російської компанії Яндекс, включно з її підрозділом hd.kinopoisk.ru; у зв'язку з санкціями доступ до усіх сайтів Яндексу заблоковано з території усієї України строком на три роки (з 16 травня 2017 по 15 травня 2020 року). 15 травня РНБО поновило санкції супроти Яндексу, включно з підрозділом hd.kinopoisk.ru, терміном на один рік (з 15 травня 2020 по 14 травня 2021 року).[36][37] Не зважаючи на санкції РНБО проти hd.kinopoisk.ru, сервіс продовжує формально діяти й закуповувати права на кінострічки на територію так званої Росії/СНД (куди вони зараховують й Україну); найновіший приклад цього — КиноПоиск HD був єдиним легальним vod-кінотеатром де споживачі з України могли легально переглянути фільм Ліга справедливості Зака Снайдера коли він став доступний у березні 2021 року.[38][39] Переважна більшість відеоконтенту hd.kinopoisk.ru доступна з російськомовною аудіодоріжкою й без опції україномовної аудіодоріжки.

- vipplay.ru / Viasat Кінохіт HD (частина російського медіаконгломерату Viasat Russia) — VOD-провайдер зареєстрований в Росії. Переважна більшість відеоконтенту vipplay.ru / Viasat Кінохіт HD доступна з російськомовною аудіодоріжкою й без опції україномовної аудіодоріжки.

- megafon.tv (частина російського медіаконгломерату Мегафон) — VOD-провайдер зареєстрований в Росії. Переважна більшість відеоконтенту megafon.tv доступна з російськомовною аудіодоріжкою й без опції україномовної аудіодоріжки.

- showjet.ru — VOD-провайдер зареєстрований в Росії. Переважна більшість відеоконтенту showjet.ru доступна з російськомовною аудіодоріжкою й без опції україномовної аудіодоріжки.

- tvigle.tv/tvigle.ru[en] — VOD-провайдер зареєстрований в Росії; найстаріша vod-платформа Росії яка з'явилася ще 2007 року.[40] Після того, як в січні 2014 року vod-сервіс tvigle.ru розширив доступ до своїх послуг до 11 країн Росії/СНД, він став доступний також і в Україні (включно з окупованими Росією сходом України (Донбасом) та півднем України (Кримом)).[28] Монетизація Tvigle відбувається виключно за рахунок реклами, для користувачів сервіс безкоштовний; в Україні локальні рекламні компанії станом на 2021 рік пропонують розміщення реклами на tvigle.ru.[41] На Tvigle є фільми і серіали власного виробництва.[42] Переважна більшість відеоконтенту showjet.ru доступна з російськомовною аудіодоріжкою й без опції україномовної аудіодоріжки.